# Hamadryas fornacalia
Hamadryas fornacalia är en fjärilsart som beskrevs av Hans Fruhstorfer 1907. Hamadryas fornacalia ingår i släktet Hamadryas och familjen praktfjärilar. Inga underarter finns listade i Catalogue of Life.